# Pterolophia quadricristipennis
Pterolophia quadricristipennis là một loài bọ cánh cứng trong họ Cerambycidae.